# S5G (原子炉)

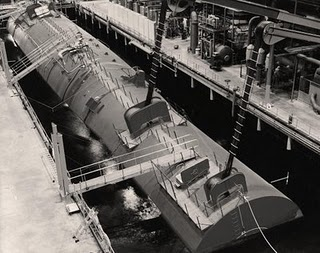
潜水艦の機関部を模擬するため、巨大なタンクに浮かべられているS5G

S5G はアメリカ海軍の艦艇向け発電・推進用原子炉である。
型式名のS5Gは以下のような意味である。
- S = 潜水艦用
- 5 = 設計担当メーカにおける炉心設計の世代
- G = 設計担当メーカ（ゼネラル・エレクトリック）

S5Gは2ループの冷却系と2基の蒸気発生器を備える加圧水型原子炉であった。
一次冷却材が自然循環して炉心水位が維持されるよう、原子炉格納容器を下に、蒸気発生器を上に置く構成での設計が求められた。
S5Gは陸上設置型の原型炉と、艦載する実用炉の両方が建造された。原型炉はアイダホ州アルコ近郊のアイダホ国立研究所アメリカ海軍原子炉施設に、実用炉はUSS ナーワル (SSN-671)に設置された。自然循環による原子炉冷却材循環が潜水艦の静粛化に利用できるかのテストが目的であった。
原子炉の一次冷却材ポンプは潜水艦において主要なノイズ源であり、冷却材ポンプおよびその関連機器を取り除くことで推進系の機械的な複雑さと必要なスペースを減らすことも期待できた。
S5Gでも一次冷却材ポンプは設置されていたが、S5Wの冷却材ポンプにくらべると小形で静粛であり台数も少なかった。自然循環と冷却材ポンプによる強制循環の両方のモードで運転できたが、大出力運転時以外はポンプの稼働は必要がなく、出力域のかなりの部分で冷却材ポンプを動かさずに原子炉を運用可能だった。これらにより電力需要が削減されたため、タービン発電機1台のみでまかなえるようになった。大型の原子炉を格納するために船体径を大きくすることを余儀なくされた。
このため、S5Gはその後の攻撃型原潜にただちに採用されることはなかったが、より大型のオハイオ級原子力潜水艦に搭載されたS8Gの設計の前身となった:52/280。
機関部からのノイズをさらに減らすため、通常の蒸気タービンよりも大口径で低速で回転する蒸気タービンをスクリューシャフトにを直結して駆動する構成に変更された:47,108/280。これによって減速機を廃止できたが、代償としてタービンが巨大なものになってしまった。タービンで直接スクリューを駆動し、かつスクリューの推進効率を高めるにはタービンを低速で回転させる必要があったため、タービンの大きさは直径 約12ft（3.7m）、長さ30フィート（9.15m）にも達した
アメリカ海軍原子炉施設（NRF）に設置された陸上の原型炉も実艦を想定した原子炉区画と同じものに設置されて試験に供された。自然循環のコンセプトは海軍が設計を始めた当時は比較的新しいものであった。このため、原型炉は艦上での使用に堪えるか確認するために極めて厳しい試験が行われた。原型炉のテストには、原型炉を搭載した原子炉区画に海上でのロール運動を模擬させ、「原子炉区画を巨大なプールに浮かべ、巨大なジャイロスコープで長軸方向にトルク付加することで急旋回を模擬する」といった攻撃型原潜の機関部として本質的に必要な性能の確認も含まれていた。これは、冷却材の循環を重力に頼る自然循環が、様々な角度での機動や急旋回においても機能するかを見極めるためであった:47/280。
実艦の建造・就役後も原型炉は、アメリカ海軍の原子炉運転要員の訓練プログラムの一環として、冷戦の終結により原子炉が停止・廃止されるまで稼働を続けた。S5G 原型炉は1995年5月に完全に停止された。